# Parafia św. Ignacego Loyoli w Siemirowicach
Parafia św. Ignacego Loyoli w Siemirowicach – rzymskokatolicka parafia w Siemirowicach. Należy do dekanatu sierakowickiego znajdującego się w diecezji pelplińskiej. Erygowana w 1993 roku.
Od 1 lipca 2003 do 2013 parafia była także parafią cywilno-wojskową należącą do dekanatu Marynarki Wojennej Ordynariatu Polowego Wojska Polskiego. Jej proboszczem  jest ks. Tomasz Osmałek.

## Obszar parafii
Do parafii należą wsie: Oskowo, Pieski, Siemirowice, Zielony Dwór.